# Vânt de gradient

Forțe în vânt cu gradient anticiclonic. Direcția vitezei este corectă doar pentru emisfera nordică.

În meteorologie vântul de gradient reprezintă un model de vânt în care
- forța de presiune orizontală (datorată diferenței de presiune dintre o zonă de presiune ridicată și una de presiune joasă),
- forța Coriolis (datorată rotației Pământului), precum și
- forța centrifugă (datorită rotației unui ciclon sau anticiclon)

se află în echilibru. Efectele locale, de exemplu datorate munților sau frecării solului, nu sunt luate în considerare.
Vântul de gradient este o extensie a vântului geostrofic și a vântului ciclostrofic, astfel încât se folosește și termenul de vânt geostrofic-ciclostrofic. Reprezintă o bună aproximare a vântului real, care poate fi prezis relativ precis din hărțile meteorologice și măsurarea vântului de altitudine.